# John R. Hodge
General John Reed Hodge (12 de junho de 1893 – 12 de novembro de 1963) foi um oficial militar do Exército dos Estados Unidos. De 1945 a 1948, Hodge comandou a Operação Blacklist Forty como governador militar americano da Coreia do Sul.

## Primeiros anos e carreira
Nascido em Golconda, no Illinois, Hodge frequentou o Southern Illinois Teachers College e a Universidade de Illinois. Após completar o programa de formação de oficiais na Escola de Candidatos a Oficiais (Exército dos EUA) em Fort Sheridan, recebeu uma comissão direta como segundo-tenente de infantaria em 1917. Serviu na Primeira Guerra Mundial na França e em Luxemburgo.
Permanecendo no Exército após o fim da guerra, lecionou ciências militares na Universidade Estadual do Mississippi entre 1921 e 1925 e formou-se na Escola de Infantaria em 1926. Após ser designado para o Havaí, formou-se na Escola de Comando e Estado-Maior General, no Colégio de Guerra do Exército dos EUA e na Escola Tática do Corpo Aéreo.

## Segunda Guerra Mundial
No início da Segunda Guerra Mundial, Hodge serviu como chefe do estado-maior do VII Corpo (EUA) sob o comando do major-general Robert C. Richardson Jr., na Califórnia, como parte do Comando de Defesa Ocidental. Foi promovido a general de brigada temporário em junho de 1942 e transferido para a 25ª Divisão de Infantaria (EUA) no Havaí, onde sucedeu Gilbert R. Cook como comandante adjunto da divisão, subordinado ao major-general J. Lawton Collins.
A 25ª Divisão foi enviada para a campanha de Guadalcanal em novembro de 1942. Hodge permaneceu na divisão até abril de 1943, quando foi promovido a general de divisão e transferido para o comando temporário da 43ª Divisão de Infantaria (EUA), substituindo o general John H. Hester, exausto pelos combates. Hodge comandou a 43ª Divisão nas batalhas nas Ilhas Salomão Setentrionais e foi condecorado com a Medalha por Serviço Distinto do Exército dos EUA.
Após três meses, assumiu o comando da Divisão Americal (EUA) nas Ilhas Fiji, e liderou a unidade na campanha de Bougainville.
Hodge foi então nomeado comandante do recém-ativado XXIV Corpo (EUA) no Havaí e participou da Batalha de Leyte, durante a campanha das Filipinas (1944-45), e posteriormente da batalha de Okinawa. Recebeu medalhas por serviço distinto por cada uma dessas campanhas. Foi promovido a tenente-general temporário em junho de 1945.

## Pós-guerra
De 1945 a 1948, Hodge foi o comandante das Forças do Exército dos EUA na Coreia (USAFIK). Desembarcou em Incheon em 9 de setembro de 1945 sob ordens de Douglas MacArthur, aceitando a rendição de todas as forças japonesas ao sul do paralelo 38. Recusou-se a reconhecer a República Popular da Coreia e seus Comitês Populares, declarando-os ilegais em 12 de dezembro de 1945.
Depois retornou ao Forte Bragg, na Carolina do Norte, onde comandou o V Corpo (EUA) de 1948 a 1950. Após a aposentadoria do tenente-general Alvan C. Gillem Jr., foi nomeado comandante do Terceiro Exército dos EUA.
Hodge foi promovido a general (EUA) em 5 de julho de 1952. Sua última função foi como chefe das Forças de Campo do Exército entre 8 de maio de 1952 e 30 de junho de 1953, quando se aposentou.
Faleceu em Washington, D.C. em 1963, aos 70 anos.